# Svalbard
Svalbard je otočna skupina u Arktičkom oceanu sjeverno od kopnene Europe i na otprilike pola puta od Norveške do Sjevernog pola. Skupina otoka je smještena od 74° do 81° sjeverno i 10° do 34° istočno, a ujedno je i najsjeverniji dio Kraljevstva Norveške. Tri otoka su naseljena – Spitsbergen, Bjørnøya i Hopen. Svalbardski ugovor iz 1920. je potvrdio norvešku vlast nad otočjem, a Svalbardskom uredbom iz 1925. Norveška je odlučila učiniti Svalbard dijelom kraljevstva, a ne zavisnim teritorijem.

## Povijest
Vikinzi i Rusi mogli su otkriti Svalbard već u 12. stoljeću, jer u tradicionalnim norveškim zapisima postoji zemlja znana kao Svalbarði, što doslovno znači hladan rub. No, prvo neosporivo otkriće je ono Nizozemca Willema Barentsa koji je na otočje stigao 1596. Od 1612. do 1720. blizina zapadne obale Spitsbergena bila je područje za lov na kitove u kojem su sudjelovali danski, engleski, francuski, nizozemski i norveški brodovi. Procjenjuje se da su samo Nizozemci odnijeli 60.000 kitova iz svoje baze Smeerenburg. Tamo je bilo i središte brojnih ekspedicija koje su istraživale Arktik. Opsežno geološko mapiranje otočja provele su ekipe iz Cambridgea i ostalih sveučilišta između četrdesetih i osamdesetih godina 20. stoljeća, a uglavnom ih je vodio britanski geolog W. Brian Harland.
Najveći otok Svalbarda je Spitsbergen, čije ime na nizozemskom znači oštri vrhovi, a nekad se cijelo otočje nazivalo tim nazivom dok se sam otok nazivao Vestspitsbergen.

## Zemljopis
Otoci koji čine Svalbard smješteni su od 74° do 81° sjeverno i od 10° do 34° istočno. Otočje ima površinu od 62.049 km², a dominiraju tri velika otoka – Spitsbergen (39.000 km²), Nordaustlandet (14.600 km²) i Edgeøya (5000 km²). Tu je i manji otok Barentsøya (Barentsov otok) i nekoliko još manjih otoka.
60% Svalbarda pokriveno je glečerima i snijegom, ali Sjevernoatlantska struja ublažuje arktičku klimu i održava okolne vode plovnima veći dio godine. Budući da je otočje smješteno sjeverno od Arktičkog kruga u najvećem naselju Longyearbyenu od 20. travnja do 23. kolovoza traje polarni dan dok je od 26. listopada do 15. veljače u tijeku polarna noć.
Na Svalbardu živi velik broj morskih ptica poput morskog papagaja, malog alka i troprstog galeba te ostalih morskih ptica kao što su arktička čigra i četiri vrste velikog grabežljivog galeba. Svalbardski ptarmigan je jedina kopnena ptica koja je prisutna na otočju tijekom cijele godine, a samo dvije ptice pjevice migriraju na otočje tijekom raznožavanja – snježna strnadica i sjeverna bjelka.
Na otočju žive četiri vrste sisavaca – svalbardski poljski miš, arktička lisica, svalbardski sob i polarni medvjed. Budući da su polarni medvjedi veoma česti na otočju, svi ljudi moraju poduzeti mjere opreza kad se nalaze izvan naselja, što uključuje i nošenje puške. Ipak, zakon štiti polarne medvjede, braneći bilo kome da ih ozlijedi ili smeta.
Na Svalbardu se može pronaći i velik broj raznolikih cvatućih biljaka. Iako su vrlo male, te biljke koriste kratki period cijelodnevnog danjeg svjetla za svoj šareni cvat.

### Naselja
- Barentsburg (Баренцбург) – rusko naselje s 900 stanovnika
- Bjørnøya
- Grumant (Грумант) – rusko naselje napušteno 1961., 2003. najavljeno oživljavanje rudarskih aktivnosti
- Longyearbyen – 1.00 stanovnika
- Ny-Ålesund – 40 stanovnika
- Pyramiden (Пирамида) – rusko naselje napušteno 2000.
- Smeerenburg – nizozemsko naselje napušteno oko 1660.
- Sveagruva – 210 stanovnika

Naselja nisu cestovno povezana, a kao prijevozna sredstva koriste se brodovi, zrakoplovi, helikopteri i motorne sanjke.

## Demografija
Svalbard ima populaciju od otprilike 2.800 ljudi od kojih su 60% Norvežani, a 40% Rusi i Ukrajinci. Službeni jezik je norveški, ali u ruskim naseljima koristi se ruski. Nekoć je mješavina oba jezika poznata kao russenorsk bila lingua franca cijele regije Barentsovog mora.

## Vjera
Prevladava kršćanstvo.

## Ekonomija
Ekonomske aktivnosti na Svalbardu su usredotočene na ugljeno rudarstvo te na ribarstvo i lov na životinje. No, u posljednjim desetljećima 20. stoljeća značajno se se razvili turizam, istraživačke aktivnosti, visoko školstvo i high-tech poduzeća poput stanice za satelitski prijenos. Norveška državna ugljenska kompanija zapošljava blizu 60% norveškog stanovništva na otočju, pokreće brojne lokalne usluge i opskrbljuje većinu lokalne infrastrukture.

## Flora
Na Svalbardu (uključujući Bjornoya) danas postoji 205 popisanih biljnih vrsta, od čega 108 Magnoliophyta, 54 Liliopsida i 10 Pteridophyta. na crvenoj listi je 48 vrsta, i od toga 9 kritično ugroženih.

### Vrste
1. Huperzia selago subsp. appressa
2. Equisetum arvense subsp. arvense L.
3. Equisetum scirpoides Michx.
4. Cystopteris dickieana R. Sim
5. Cystopteris fragilis subsp. fragilis (L.) Bernh.
6. Woodsia glabella subsp. glabella R. Br.
7. Lemna minor L.
8. Tofieldia pusilla (Michx.) Pers.
9. Luzula arcuata subsp. arcuata (Wahlenb.) Sw.
10. Luzula confusa Lindeb.
11. Luzula nivalis (Laest.) Spreng.
12. Luzula spicata subsp. spicata (L.) DC.
13. Luzula wahlenbergii Rupr.
14. Juncus arcticus subsp. arcticus Willd.
15. Juncus biglumis L.
16. Juncus castaneus subsp. castaneus Sm.
17. Juncus triglumis L.
18. Schoenus nigricans L.
19. Eriophorum angustifolium subsp. angustifolium Honck.
20. Eriophorum scheuchzeri subsp. scheuchzeri Hoppe
21. Carex bigelowii subsp. bigelowii Torr. ex Schwein.
22. Carex capillaris L.
23. Carex dioica L.
24. Carex fuliginosa Schkuhr
25. Carex glareosa subsp. glareosa Schkuhr ex Wahlenb.
26. Carex lachenalii subsp. lachenalii Schkuhr
27. Carex marina Dewey
28. Carex maritima Gunnerus
29. Carex nardina Fr.
30. Carex parallela subsp. parallela (Laest.) Sommerf.
31. Carex rupestris subsp. rupestris All.
32. Carex saxatilis L.
33. Carex subspathacea Wormsk.
34. Carex ursina Dewey
35. Carex ×flavicans (F. Nyl.) Lepage
36. Carex ×langeana Fernald
37. Carex ×lidii Flatberg
38. Pleuropogon sabinei R. Br.
39. Hierochloe alpina subsp. alpina (Willd.) Roem. & Schult.
40. Koeleria spicata subsp. spicata (L.) Barberá, Quintanar, Soreng, & P. M. Peterson
41. Calamagrostis stricta (Timm) Koeler
42. Festuca baffinensis Polunin
43. Festuca brachyphylla subsp. brachyphylla Schult.
44. Festuca heteromalla Pourr.
45. Festuca hyperborea Holmen ex Freder.
46. Festuca richardsonii Hook.
47. Festuca rubra subsp. rubra L.
48. Festuca vivipara (L.) Sm.
49. Deschampsia cespitosa subsp. cespitosa (L.) P. Beauv.
50. Phippsia algida (Solander) R. Br.
51. Phippsia concinna (Th. Fr.) Lindeb.
52. xPucciphippsia ×vacillans (Th. Fr.) Tzvelev
53. Puccinellia angustata (R. Br.) Rand & Redf.
54. Puccinellia phryganodes subsp. phryganodes (Trin.) Scribn. & Merr.
55. Puccinellia tenella subsp. svalbardensis (Trin.) Scribn. & Merr., endem
56. Puccinellia vahliana (Liebm.) Scribn. & Merr.
57. Poa abbreviata subsp. abbreviata R. Br.
58. Poa alpigena (Fr.) Lindm.
59. Poa alpina subsp. alpina L.
60. Poa arctica subsp. arctica R. Br.
61. Poa glauca subsp. glauca Vahl
62. Poa hartzii subsp. hartzii Gand. ex T. J. Sørensen
63. Poa pratensis subsp. pratensis L.
64. Arctagrostis latifolia (R. Br.) Griseb.
65. Dupontia fisheri R. Br.
66. Dupontia fulva (Trin.) Röser & Tkach
67. Alopecurus borealis Trin.
68. Thinopyrum junceum (L.) Á. Löve
69. Ficaria verna subsp. verna Huds.
70. Coptidium lapponicum (L.) Á. Löve & D. Löve
71. Coptidium pallasii (Schltdl.) Á. Löve & D. Löve
72. Coptidium ×spitsbergense (Hadac) Elven
73. Ranunculus acris subsp. acris L., uvezena
74. Ranunculus glacialis L.
75. Ranunculus hyperboreus Rottb.
76. Ranunculus lingua L.
77. Ranunculus nivalis L.
78. Ranunculus pedatifidus Sm.
79. Ranunculus pygmaeus Wahlenb.
80. Ranunculus repens L., uvezena
81. Ranunculus sulphureus subsp. sulphureus Sol. ex J. B. Phipps
82. Papaver radicatum subsp. polare
83. Papaver rhoeas subsp. rhoeas L.
84. Rhodiola rosea L.
85. Chrysosplenium tetrandrum (N. Lund) Th. Fr.
86. Micranthes foliolosa (R. Br.) Gornall
87. Micranthes hieraciifolia (Waldst. & Kit.) Haw.
88. Micranthes nivalis (L.) Small
89. Micranthes tenuis (Wahlenb.) Small
90. Saxifraga aizoides L.
91. Saxifraga cernua L.
92. Saxifraga cespitosa subsp. cespitosa L.
93. Saxifraga flagellaris subsp. flagellaris Sternb. & Willd.
94. Saxifraga hirculus L.
95. Saxifraga hyperborea R. Br.
96. Saxifraga oppositifolia subsp. oppositifolia L.
97. Saxifraga platysepala (Trautv.) Tolm.
98. Saxifraga rivularis subsp. rivularis L.
99. Saxifraga svalbardensis Øvstedal, endem
100. Saxifraga ×svalbardensis D. O. Ovstedal, endem
101. Salix herbacea L.
102. Salix myrsinites L.
103. Salix polaris Wahlenb.
104. Salix reticulata L.
105. Viola canina subsp. canina L.
106. Viola riviniana Rchb.
107. Viola ruppii All.
108. Vicia segetalis Thuill.
109. Dryas octopetala subsp. octopetala L.
110. Rubus chamaemorus L.
111. Potentilla arctica Lehm.
112. Potentilla chamissonis Hultén
113. Potentilla crantzii subsp. gelida
114. Potentilla hyparctica subsp. hyparctica Malte
115. Potentilla pulchella R. Br.
116. Potentilla sommerfeltii Lehm.
117. Potentilla ×insularis Soják, endem
118. Potentilla ×prostrata Rottb.
119. Potentilla ×safronoviae Jurtzev & Soják
120. Alchemilla glomerulans Buser
121. 260.2632 Genus Sibbaldia L.
122. Sibbaldia procumbens L.
123. Betula nana subsp. nana L.
124. Epilobium anagallidifolium Lam.
125. Malva sylvestris L., uvezena
126. Parrya nudicaulis (L.) Regel
127. Braya purpurascens (R. Br.) Bunge
128. Arabis alpina L.
129. Draba alpina L.
130. Draba arctica J. Vahl
131. Draba cinerea Adams
132. Draba corymbosa R. Br. ex DC.
133. Draba fladnizensis Wulfen
134. Draba glacialis Adams
135. Draba hirta L.
136. Draba micropetala Hook.
137. Draba nivalis Lilj.
138. Draba norvegica Gunnerus
139. Draba oblongata R. Br. ex DC.
140. Draba oxycarpa Sommerf.
141. Draba pauciflora R. Br.
142. Draba subcapitata Simmons
143. Draba ×asplundii O. E. Schulz, endem
144. Draba ×schaeferi O. E. Schulz, endem
145. Draba ×ursorum Gand., endem
146. Cardamine bellidifolia L.
147. Cardamine polemonioides Rouy
148. Lepidium campestre (L.) W. T. Aiton
149. Lepidium latifolium L.
150. Lepidium ruderale L.
151. Lepidium sativum subsp. sativum L., uvezena
152. Cochlearia groenlandica L.
153. Conringia orientalis (L.) Dumort., uvezena
154. Eutrema edwardsii R. Br.
155. Sisymbrium altissimum L., uvezena
156. Bistorta vivipara (L.) Delarbre
157. Koenigia islandica L.
158. Oxyria digyna (L.) Hill
159. Rumex acetosella subsp. acetosella L.
160. Polygonum arenastrum subsp. arenastrum Boreau
161. Polygonum aviculare subsp. aviculare L.
162. Fallopia convolvulus (L.) Á. Löve
163. Silene acaulis subsp. acaulis (L.) Jacq.
164. Arenaria ciliata subsp. ciliata L.
165. Arenaria humifusa Wahlenb. ex Nordh.
166. Arenaria leptoclados subsp. leptoclados (Rchb.) Guss.
167. Arenaria pseudofrigida (Ostenf. & O. C. Dahl) Schischk. & Knorring
168. Stellaria borealis Bigelow
169. Stellaria humifusa Rottb.
170. Stellaria longipes subsp. longipes Goldie
171. Stellaria media (L.) Vill.
172. Dichodon cerastoides (L.) Rchb.
173. Cerastium alpinum L.
174. Cerastium bialynickii Tolm.
175. Cerastium fontanum subsp. fontanum Baumg., uvezena
176. Cerastium nigrescens (H. C. Watson) Edmondston ex H. C. Watson
177. Cerastium pumilum Curtis
178. Cerastium regelii Ostenf.
179. Honckenya peploides subsp. peploides (L.) Ehrh.
180. Cherleria biflora (L.) A. J. Moore & Dillenb.
181. Sagina nivalis (Lindblad) Fr.
182. Sabulina rossii (R. Br. ex Richardson) Dillenb. & Kadereit
183. Sabulina rubella (Wahlenb.) Dillenb. & Kadereit
184. Sabulina stricta (Sw.) Rchb.
185. Blitum bonus-henricus (L.) Rchb.
186. Atriplex prostrata subsp. prostrata DC.
187. Montia fontana subsp. fontana L.
188. Polemonium boreale Adams
189. Samolus valerandi L.
190. Lysimachia foemina (Mill.) U. Manns & Anderb.
191. Cassiope tetragona subsp. tetragona (L.) D. Don
192. Empetrum nigrum subsp. nigrum L.
193. Harrimanella hypnoides (L.) Coville
194. Vaccinium uliginosum subsp. uliginosum L.
195. Comastoma tenellum (Rottb.) Toyok.
196. Galium aparine L., uvezena
197. Veronica alpina subsp. alpina L.
198. Callitriche stagnalis Scop.
199. Hippuris vulgaris L.
200. Clinopodium acinos (L.) Kuntze
201. Origanum vulgare subsp. vulgare L.
202. Euphrasia frigida Pugsley
203. Pedicularis dasyantha Hadac
204. Pedicularis hirsuta L.
205. Mertensia maritima subsp. maritima (L.) Gray
206. Campanula giesekiana Vest
207. Melanocalyx uniflora (L.) Morin
208. Saussurea alpina (L.) DC.
209. Taraxacum amphiphron Böcher, endem
210. Taraxacum arcticum (Trautv.) Dahlst.
211. Taraxacum brachyceras Dahlst.
212. Taraxacum croceum Dahlst.
213. Taraxacum cymbifolium H. Lindb. ex Dahlst.
214. Tussilago farfara L.
215. Petasites frigidus (L.) Fr.
216. Jacobaea aquatica subsp. aquatica (Hill) G. Gaertn., B. Mey. & Scherb.
217. Tripleurospermum maritimum subsp. maritimum (L.) W. D. J. Koch
218. Erigeron humilis Graham
219. Erigeron uniflorus subsp. uniflorus L.
220. Arnica angustifolia subsp. alpina
221. Carum carvi L., uvezena

## Vanjske poveznice
- Stranice svalbardskog guvernera  Arhivirana inačica izvorne stranice od 3. studenoga 2007. (Wayback Machine)
- The Svalbard Pages  Arhivirana inačica izvorne stranice od 16. prosinca 2008. (Wayback Machine) – informacije i poveznice vezane uz otočje
- Svalbard Tourism  Arhivirana inačica izvorne stranice od 14. siječnja 2006. (Wayback Machine) – službene turističke informacije o Longyearbyenu i Svalbardu

### Ostali projekti
|  | Zajednički poslužitelj ima stranicu o temi Svalbard    |
|  | Zajednički poslužitelj ima još gradiva o temi Svalbard |
|  | Zajednički poslužitelj sadrži atlas Svalbarda          |